# Comitatul Boone, Arkansas
Comitatul Boone (în engleză Boone County) este un comitat din statul Arkansas, Statele Unite ale Americii.

## Autostrăzi majore
- US 62
- US 412
- U.S. Route 65
- U.S. Route 65B
- Highway 7
- Highway 14
- Highway 43
- Highway 123
- Highway 206
- Highway 281
- Highway 392
- Highway 396
- Highway 397
- Highway 980

## Comitate adiacente
- Taney County, Missouri  (nord)
- Marion County  (est)
- Searcy County  (sud-est)
- Newton County  (sud)
- Carroll County  (vest)

## Orașe
City
- Diamond City
- Harrison

Town
- Alpena
- Bellefonte
- Bergman
- Everton
- Lead Hill
- Omaha
- South Lead Hill
- Valley Springs
- Zinc